# 자주닭개비
자주닭개비(紫朱-)는 닭의장풀과의 여러해살이풀로 학명은 Tradescantia reflexa이며, 양달개비, 자로초 등으로도 불린다.

## 특징
북아메리카 원산의 여러해살이풀로 관상용으로 심는다. 높이 50cm 정도이고, 줄기는 무더기로 자란다. 잎은 어긋나고 넓은 선형이며 윗부분은 수채같이 되고 끝이 젖혀지며 밑부분은 넓어져서 줄기를 감싼다. 꽃은 5월경에 피기 시작하고 자줏빛이 돌며 꽃줄기 끝에 모여달린다. 꽃받침조각과 꽃잎은 3개씩이고 수술은 6개이며 수술대에 청자색 털이 있다. 꽃은 아침에 피어 오후에 시든다. 수술에서 돋은 털은 1줄로 나열되어 원형질의 유동과 세포분열 등을 관찰하기 쉬우므로 식물학 실험재료로 흔히 사용된다. 닭의장풀과 비슷하지만 꽃색이 보다 짙기 때문에 자주닭개비라고 한다. 잎은 나비 2.5cm 정도이고 중앙에서 2개로 접히며 꽃의 지름이 3-5cm인 것을 큰자주닭개비라고 하며 꽃색도 하늘색·백색·홍색 등이고 꽃잎이 많아진 겹꽃 등이 있다.